# سيليست ويست
سيليست ويست (بالإنجليزية: Celeste West)‏ هي أمينة مكتبة أمريكية، ولدت في 24 نوفمبر 1942، وتوفيت في 3 يناير 2008.